# Humanes Plättchenlysat
Humanes Plättchenlysat (HPL) wird aus plättchenreichem Blutplasma gewonnen und ist ein Hauptbestandteil vieler Nährmedien, die zur Aufzucht und Kultivierung humaner Zellen in der Zellkultur benötigt werden.

## Einsatzgebiete
Der Gebrauch von HPL für die Expansion von mesenchymalen Stammzellen wurde erstmals von Doucet et al. beschrieben. Seither hat sich HPL als effektiver Zellkultur-Zusatz unter Beweis gestellt, der mittlerweile sowohl in vielen Forschungslabors als auch unter klinischen Bedingungen Anwendung findet. HPL ist eine Alternative und kann einen vollständigen Ersatz für das fetale Kälberserum (FKS) darstellen, das aufgrund seines tierischen Ursprungs sowie seiner ethisch fragwürdigen Gewinnung in der Kritik steht.
HPL ist einsetzbar für die Isolation einer großen Zahl verschiedener Zelltypen, darunter humane endotheliale Zellen, humane Fibroblasten und mesenchymale Stammzellen aus verschiedenen Gewebetypen.

## Herstellung und Gebrauch
HPL wird aus plättchenreichem Blutplasma gewonnen. Der Herstellungsprozess ist mit mehrfachen Gefrier- und Auftauschritten sowie abschließender Zentrifugation und Filtration recht einfach. Um die Gerinnung zu hemmen, muss bei einigen HPLs Heparin zugesetzt werden, bevor das HPL dem Kulturmedium zugeführt wird. Es sind auch defibrinogenierte HPLs erhältlich, die ohne Zugebe von Heparin zur Gerinnungshemmung eingesetzt werden können
Angewendet wird HPL meist in einer Konzentration von 10 Prozent. Es wurden Protokolle entwickelt, große Pools von HPL zu generieren, um die spenderbedingten Schwankungen in der Zusammensetzung von Charge zu Charge auszugleichen. Alternativ ist es möglich, autologes HPL zu verwenden, um das Risiko immunologischer Reaktionen oder Infektionen zu minimieren.
Neben der Aufbereitung für Forschungszwecke kann HPL gemäß der sogenannten Guten Herstellungspraxis (GMP) für den klinischen Einsatz produziert werden.

## Historie
2005 veröffentlichten Doucet et al. eine Studie, die untersucht, inwieweit HPL das FKS für die In-vitro-Produktion von mesenchymalen Stammzellen ersetzen kann. Doch es dauerte bis 2010, als das US-Unternehmen Mill Creek Life Sciences das erste HPL für die Kultivierung von mesenchymalen Stammzellen im klinischen Einsatz auf den Markt brachte.

## Anbieter
Neben dem Pionier Mill Creek Life Sciences existieren inzwischen weitere Anbieter in den USA. In Europa wird HPL durch PL BioScience, PELObiotech GmbH und Trinova Biochem GmbH (CRUX RUFA Media Supplements) angeboten. Die Firmen bieten das HPL teils in verschiedenen Qualitäten an: als Produkt für reine Forschungszwecke sowie gemäß GMP.